# Parica
Parica je v osnovi dvojna izolirana prepletena žica, ki je nastala za potrebe telefonskih komunikacij. Njen glavni namen je izboljšanje kvalitete signala z zmanjšanjem količine motenj iz okolja ter sosednjih paric. Je eden najstarejših prenosnih medijev za pošiljanje sporočil. 
Poznamo UTP in STP.
UTP sta 2 žici prepleteni med seboj z zunanjo ovojnico.
STP pa ima poleg zunanje ovojnice še notranjo torej ima 2 zaščiti.

## Opis
Parica se lahko uporablja kot balansirana linija, ki lahko kot del balansiranega vezja bistveno zmanjša efekt šumnih tokov, ki se inducirajo na liniji prek električnih ali magnetih polj. Ideja je namreč, da se na obeh žicah inducira približno podoben tok, saj sta zaradi prepletanja žici vedno na isti razdalji od izvora šuma. Tak induciran šum se nato izniči na koncu linije, saj se kot izhodni signal upošteva le razliko napetosti med žicama, šumni signal pa naj bi bil na obeh žicah enak.

## Zgodovina
Zgodnje telefonske napeljave so zavoljo preprostosti in nizke cene  uporabljale le eno žico, tokokrog pa je bil skenjen preko ozemljitve. Konec 19. stoletja so se v večjih mestih začeli pojavljati električni tramvaji, ki so povzročali šum na telefonskih linijah. Da bi odpravili težavo, so telekomunikacijska podjetja začela uporabljati balansirane linije, ki so poleg zmanjšanja šuma tudi povečale jakost izhodnega signala. Te linije so uporabljale dve žici, ki pa nista bili prepleteni.
Ko se je distribucija elektrike začela širiti, je taka rešitev hitro postala neprimerna. Telefonski kabli so si pogosto delili kandelabre z električnimi vodi, ki so v dveh žicah balansirane telefonske linije inducirali neenakomerne šumne napetosti, ki se ob debalansiranju niso izničile. Preprosta rešitev je bila transpozicija kablov, pri čemer sta se vsakih nekaj kandelabrov žici balansirane linije zamenjali med seboj. Efektivno je to predstavljalo preprosto obliko parice, s stopnjo zavijanja približno štiri zavoje na kilometer. Tak način napeljave telefonskih linij je še danes ohranjen v nekaterih manj razvitih okoljih.